# Juan María Uriarte
Juan María Uriarte Goiricelaya (Frúniz, Vizcaya, 7 de junio de 1933-Bilbao, 17 de febrero de 2024) fue un eclesiástico español, que fue obispo de Zamora entre 1991 y 2000 y de San Sebastián entre 2000 y 2009.

## Biografía
Uriarte estudió en las universidades de Comillas, donde obtuvo la licenciatura en Teología (1963), y Lovaina, por la cual se licenció en Psicología (1974). Fue ordenado sacerdote de la diócesis de Bilbao en 1957. Ha sido profesor de Psicología en las universidades católicas de Salamanca y de Deusto. En el seminario diocesano de Bilbao desempeñó los cargos de director espiritual y rector.
En 1976 fue nombrado por Pablo VI obispo titular de Marazane y auxiliar de Bilbao, para que prestara ayuda al obispo Añoveros. Al ser aceptada la renuncia de este último por razones de salud en 1978, Uriarte quedó como administrador apostólico de la diócesis de Bilbao hasta el nombramiento del nuevo obispo diocesano, Luis María de Larrea y Legarreta, al año siguiente. Continuó como obispo auxiliar de Bilbao doce años más.
En 1991 fue nombrado obispo de Zamora. Mientras ocupaba esta sede, fue elegido por la Conferencia Episcopal Española para participar en la II Asamblea Especial para Europa del Sínodo de los Obispos. Tomó parte asimismo como mediador en las conversaciones que el gobierno de José María Aznar mantuvo con ETA durante la tregua de catorce meses entre 1998 y 1999.
En el 2000 fue trasladado a la sede de la San Sebastián, donde sucedió a José María Setién. Su llegada a la diócesis guipuzcoana se interpretó como una solución de compromiso entre los partidarios y detractores de la línea pastoral del obispo Setién. Durante los diez años de gobierno pastoral en San Sebastián Uriarte destacó especialmente por la promoción de la participación de los laicos y el funeral por el asesinato de José Luis López de Lacalle perpetrado por ETA. En este funeral se dirigió al ministro Mayor Oreja, exhortándole a superar el bloqueo del proceso de paz y reclamando el acercamiento de los presos etarras, el diálogo con todas las fuerzas políticas -Batasuna incluida- y la adopción de medidas de distensión que aliviaran el sufrimiento de los reclusos terroristas. Por este discurso fue comparado por sectores alejados de la banda terrorista con Conrad Gröber, el «obispo pardo» que simpatizaba con los camisas marrones nazis.
En 2009 le fue aceptada la renuncia por razones de edad.
Juan María Uriarte ha dedicado una parte importante de su ministerio a la atención de los sacerdotes, tanto en su vida espiritual como en su dimensión humana, individual y colectiva. Ha dirigido muchas tandas de ejercicios espirituales a sacerdotes y seminaristas, y ha sido presidente de la Comisión Episcopal del Clero y miembro del Comité Ejecutivo de la Conferencia Episcopal Española. Fue ponente en el Congreso Europeo de Vocaciones organizado por la Unión de las Conferencias Episcopales Europeas en el julio del año 2010. Entre sus publicaciones cabe destacar: Ministerio presbiteral y espiritualidad, Servidores y Testigos, Seguidores y Servidores de la Palabra de Dios, Ser sacerdote en la cultura actual y Una espiritualidad sacerdotal para nuestro tiempo y una ponencia recogida en el libro El Ser Sacerdotal que agrupa las intervenciones de un congreso celebrado en abril de 2010 en la Universidad de Comillas.

### Fallecimiento
Tras sufrir un accidente cerebrovascular, ingresó el 11 de febrero de 2024 en la Unidad de Cuidados Intensivos del hospital de Basurto. Falleció el 17 de febrero de 2024.